# Broût-Vernet
Broût-Vernet – miejscowość i gmina we Francji, w regionie Owernia-Rodan-Alpy, w departamencie Allier.

## Demografia
Według danych na rok 1990 gminę zamieszkiwało 1035 osób, a gęstość zaludnienia wynosiła 33 osoby/km². W styczniu 2015 r. Broût-Vernet zamieszkiwało 1276 osób, przy gęstości zaludnienia wynoszącej 40,7 osób/km².